# Семанив, Виктор Михайлович
Семанив Виктор Михайлович (10 октября 1958 года — 22 мая 2017 года) — советский режиссёр, актёр, сценарист, писатель, художник, фотограф.

## Биография
Виктор Семанив родился 10 октября 1958 года. Мать — учительница, отец работал на разных руководящих должностях в Райсельхозтехнике.
В 1980—1982 годах служил в армии.

### Образование
С 1965 года по 1975 год — обучался в Теребовлянской школе № 1, которую окончил с золотой медалью.
В 1975 году — поступил в Киевский государственный институт театрального искусства УССР им. И. К. Карпенко-Карого. Учился по специальности «кинорежиссура». Был одним из лучших учеников в творческой мастерской народного артиста УССР В. Т. Денисенко.

### Награды
В 1980 году на Всесоюзном кинофестивале студенческих фильмов как режиссер презентовал свой дипломный фильм «Злодій», снятый по одноименной новелле Василия Стефаника. Сценарий к этому фильму был написан Виктором Семанивым в соавторстве с Юрием Сорокой. Это была очень смелая, можно даже сказать революционная работа. Произведения Василия Стефаника всегда были вершиной совершенства жанра украинской социально-психологической новеллы, без навязчивых шаблонов критического реализма, узкой провинциальности бытописания, демонстрируя совершенство в новом видении мелочей жизни, без притворного безразличия и чопорности. Экранизация произведения отразила интересные бурные скачки душевных настроений, кризиса совести, алогичная в действиях и поступках и глубину переживания, присущих творчеству В. Стефаника.
В 1980 году короткометражный фильм «Злодій» одержал победу в номинации «За лучшую экранизацию» на кинофестивале «Амирани-80» (Грузия).

### Работа
С 1980 года — работал в Одесской киностудии художественных фильмов. За это время Виктору Семаниву удалось поработать ассистентом режиссёра, вторым режиссёром и режиссёром — постановщиком. Член Национального союза кинематографистов Украины.
Работал в кинокомпании «Покровские ворота» в качестве организатора кино-видео производства, директора постпродакшн, директором фильма «Нюрнбергский процесс» и т. д.
Писал стихи, сценарии, новеллы, замечательные статьи, увлекался живописью, музыкой, чеканкой, гравюрой, ювелирным делом, искусством фотографии. И во всем проявил, реализовал себя, как творческий, самобытный, неординарный и очень талантливый человек.

### Смерть
Умер 22 мая 2017 года, похоронен на Ново-Богородском кладбище, под Москвой (Аксёно-Бутырское сельское поселение, Московская область, Ногинский район, деревня Тимохово), участок 15-15.

## Творчество

### Фильмография
- В 1976 году — снялся в киноальманахе «Днепровский ветер» сыграл охотника-новичка — Павлушу.

### Режиссёр
- В 1986 году — снял фильм-дебют «Тропинка к сердцу», который был представлен на кинофестивале «Молодость» в городе Киеве.
- В 1991 году —  на киностудии им. Довженко в качестве режиссёра-постановщика снял знаковую кинокартину, приключенческую комедию «Держись, казак!» по сценарию Валерия Положия и Евгении Сацкой, которая и на сегодняшний день удерживает рейтинги среди украиноязычных казацких фильмов того времени[1][2]. В картине заняты одни из лучших актёров украинского кино 90-х: Оксана Стеценко, Леонид Бухтияров, Галина Долгозвяга, Владимир Волков, Владимир Чубарев, Леонид Яновский, Игорь Слободской, Петр Бенюк, Богдан Бенюк, Мария Боленко. Эта лёгкая комедия органично погружает зрителя в исторические события времён Запорожской Сечи, происходившие с жителями украинского села. В фильме непринуждённо, легко и интересно проповедуются такие главные ценности человечества, как любовь, дружба, порядочность, взаимопонимание, гармония. Благодаря отличной режиссуре, зритель сможет насладиться красотой Украины и вместе с главными героями пережить незабываемые приключения Фильм возглавлял рейтинг прокатного списка в Украине и до сих пор получает наивысшие оценки критиков и телезрителей.

### Участвовал в создании кинокартин
- «Я — Хортица»
- «Вернись живым»
- «Трасса»

## Отзывы коллег
Вот что говорят о Викторе Семаниве друзья и коллеги:
… Дарованный природой талант Семанив В. М. успешно перенёс на экран своих киноработ. Экцентризм, юмор, обобщённое осмысление бытия -всегда присущи его фильмам. Как режиссёр, он очень требователен к выбору сценарного материала, честен к своим мировоззренческим взглядам, к своему творчеству. Свой первый полнометражный фильм «Тримайся, козаче!» Семанив В. М.снимал на киностудии им. Довженко и мы вновь увидели режиссёра с самобытным характером, со своей стилистикой, с добротным украинским юмором, воспевающего несколько полузабытые понятия: «честь», «совесть», «верность». Картина оставляет ощущение духа лучших традиций украинского кинематографа.Р. Отколенко, Председатель Правления Одесского отделения НСКУ
…Работы В. Семанива талантливы и профессиональны. Точный выбор исполнителей, умение строить кадр в точном соответствии с драматургической задачей эпизода, сцены… То, что В.Семанив больше ничего не снял, это не его вина, а беда. Беда общая для всего кинематографа и всех кинематографистов Украины…В. Козачков, кинорежиссёр,Заслуженный деятель искусств Украины.
…Работал с В. Семанивым на к/к «Тропинка к сердцу», где он был режиссёром-постановщиком. Уже тогда он зарекомендовал себя вдумчивым, творчески мыслящим человеком, который умел не только придумать, но и добиться воплощения своих творческих замыслов на экране.И. Рябинин, звукооператор высшей категории, член Союза Кинематографистов Украины.
…Я знаю В. Семанива с 1975 года. Он был самый молодой и, пожалуй, самый одарённый студент в мастерской В.Денисенко. Виктор прекрасно рисовал(карандашом и акварелью), сочинял философские стихи и мастерски писал короткие рассказы с элементами притчи и юмора…. Конформизм, сродни: «Нет плохих сценариев, а есть плохие режиссёры», глубоко чужд его отношению к искусству. Только этим можно объясниться его долгий путь к кинематографическому дебюту…. Всё-таки есть что-то самодостаточные и символическое в названии его фильма для нас всех: — «Тримайся, козаче!».В. Крайнев, режиссёр-постановщик Национальной киностудии им. Довженко, член Союза Кинематографистов Украины.